# Look (Unix)
look je standardní UN*Xová utilita sloužící k hledání (dle) klíčového slova v seřazeném souboru.

## Specifikace
Příkaz vypíše řádky začínající řetězcem uvedeným jako první argument ze souboru uvedeného jako druhý argument.
Používá se binární vyhledávání, řádky v souboru proto musí být seřazeny.
Není-li soubor specifikován, vyhledává se v souboru /usr/share/dict/words.
Příkaz není součástí specifikací POSIX.

## Přiklady použití
```
$ 
look
 
glasses

glasses

```

```
$ 
look
 
data

data

database

database's

databases

datatype

```

```
$ 
look
 
https
 
/etc/services

```

(Pozn.: zde nic nalezeno nebylo, protože soubor není seřazen)
```
$ 
sort
 
/etc/services
 
>
 
/tmp/services

$ 
look
 
http
 
/tmp/services

http            80/tcp          www             # WorldWideWeb HTTP

http-alt        8080/tcp        webcache        # WWW caching service

https           443/tcp                         # http protocol over TLS/SSL

https           443/udp                         # HTTP/3

```

(Data se mohou lišit systém od systému, příklad je z Debian 12.)

## Distribuce
Příkaz look se poprvé objevil ve Version 7 AT&T Unix.
GNU/Linux varianta je obsažena v repozitáři util-linux (ale např. v Debianu je v samostatném balíčku bsdextrautils, dříve bsdmainutils).